# ماتئو گیسولفی
ماتئو گیسولفی (انگلیسی: Matteo Ghisolfi؛ زادهٔ ۲۵ مهٔ ۲۰۰۲) بازیکن فوتبال است.